# Голубкіна Ганна Семенівна
Ганна Семенівна Голу́бкіна (28 січня 1864, Зарайськ — 7 вересня 1927, Зарайськ) — російська скульпторка і педагог; член Московського товариства любителів мистецтв з 1898 року, Московського товариства художників з 1906 року і Товариства російських скульпторів.

## Біографія
Народилася 16 [28] січня 1864 року в місті Зарайську (нині Московська область, Російська Федерація) у міщанській старовірській сім'ї. У 1889—1890 роках навчалась у Класах витончених мистецтв архітектора Анатолія Гунста у Москві, була ученицею Сергія Волнухіна; у 1891—1994 роках — у Московському училищі живопису, ліплення та архітектури у Сергія Іванова; у 1894—1895 роках — у Вищому художньому училищі при Російській імператорській академії мистецтв у Володимира Беклемішева та у 1895—1896 роках в Академії Колароссі в Парижі. Протягом 1897—1898 років самостійно працювала в Парижі, користувалася порадами французького скульптора Огюста Родена.
У 1901—1903 викладала скульптуру в класах живопису і скульптури, організованих разом із Миколою Ульяновим у Комерційному училищі імені цесаревича Олексія в Москві. Протягом 1903—1904 років вивчала в Парижі техніку роботи в мармурі, відвідала Лондон. Входила до гуртка російських художників у Парижі «Монпарнас», експонувала свої роботи в Осінньому салоні.
У 1904—1907 роках брала участь у революційному русі в Росії (зберігала і поширювала друковані видання Московського комітету РСДРП, у 1905 році організувала явочну квартиру і госпіталь для поранених дружинників). Двічі (у 1905 і 1907 роках) була притягнута до суду, проте обидва рази визнана психічно хворою і відпущена на волю.
У 1913—1916 керувала скульптурним відділенням на Пречистенських робітничих курсах в Москві та у 1918—1922 роках — у Вищих художньо-технічних майстернях. Протягом 1910—1927 років мешкала і працювала в Москві в будинку на Великому Льовшинському провулку, № 12.
Померла 7 вересня 1927 в Зарайську, де і похована на міському кладовищі. У 1961 році на могилі встановлений надгробний пам'ятник роботи скульптора Катерини Бєлашової.

## Творчість
Працювала у галузях станкової (створювала портрети, композиції) і декоративної скульптури, використовувала гіпс, дерево, мармур, бронзу. Серед її ранніх творів:
- «П. С. Голубкін» (дід скульпторки — глина, 1892, зібрання В. Н. Голубкіної, Москва; гіпс — Рязанський обласний художній музей; бронза — Третьяковська галерея);
- «Учитель П. С. Проселков» (гіпс, 1894, Рязанський обласний художній музей; бронза — Іркутський обласний художній музей);
- «Залізний» (гіпс, 1897, Третьяковська галерея; бронза — Державний Російський музей);
- «Професор Едуард-Жерар Бальбіані» (гіпс, 1898, Державний Російський музей; бронза — Державний Російський музей);
- «Старість» (гіпс, 1898, Державний Російський музей; повторення — Казахська художня галерея, бронза — Державний Російський музей);
- «Е. Я. Голубкіна» (мати скульпторки, гіпс, 1898, зібрання В. Н. Голубкіної; бронза — Третьяковська галерея);
- «Художник Василь Переплетчиков» (гіпс тонований, 1899, Рязанський обласний художній музей; бронза, 1899, Державний Російський музей);
- «Робітник» (гіпс, 1900, Рязанський обласний художній музей; бронза — Іркутський обласний художній музей);
- «Михайло Лермонтов» (бронза, 1900, санаторій «Мцирі», платформа Фірсановська Московської області; повторення — Третьяковська галерея; гіпсові відливи — Державний Російський музей, Рязанський обласний художній музей, Самарський обласний художній музей та інші);
- «Хвиля»/«Плавець» (барельєф над входом до Московського художнього театру, гіпс, 1901);
- «Сава Морозов» (гіпс, 1902, Державний Російський музей; бронза — Третьяковська галерея);
- «Лисичка» (мармур, 1902, Смоленський обласний музей образотворчого і прикладного мистецтв);
- «Крокуюча людина» (гіпс, 1903, Державний Російський музей);
- «Мар'я» (гіпс тонований, 1903, Державний Російський музей; бронза — Третьяковська галерея, Іркутський обласний художній музей);
- «Ізергіль» (гіпс, 1904, Державний Російський музей; бронза — Третьяковська галерея і Музеї О. М. Горького у Москві)
- «Анатолій Гунст» (гіпс тонований, 1904, Третьяковська галерея);
- «Купина» (група, гіпс, 1904, Державний Російський музей; бронза — Державний Російський музей).

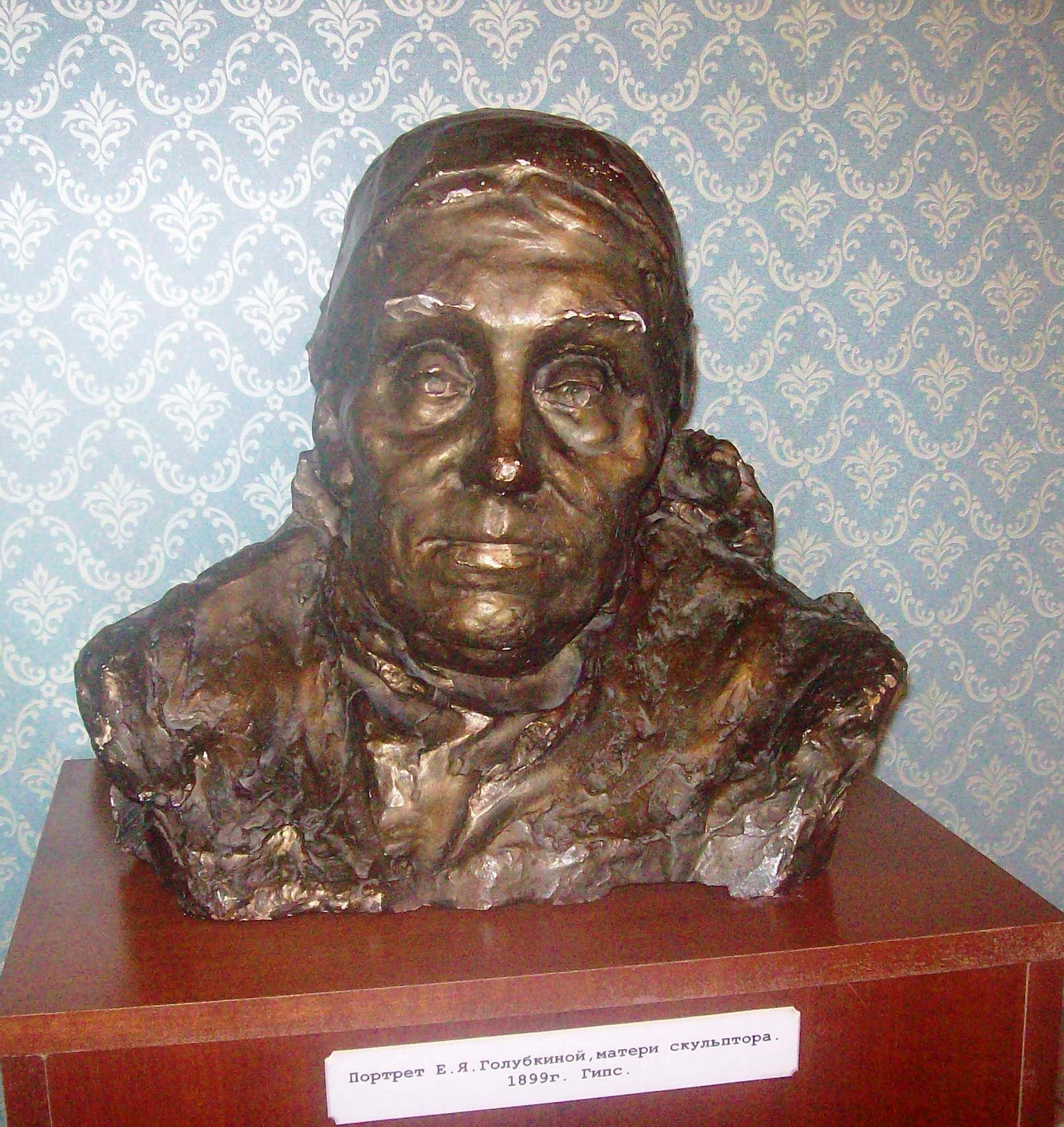
«Е. Я. Голубкіна»
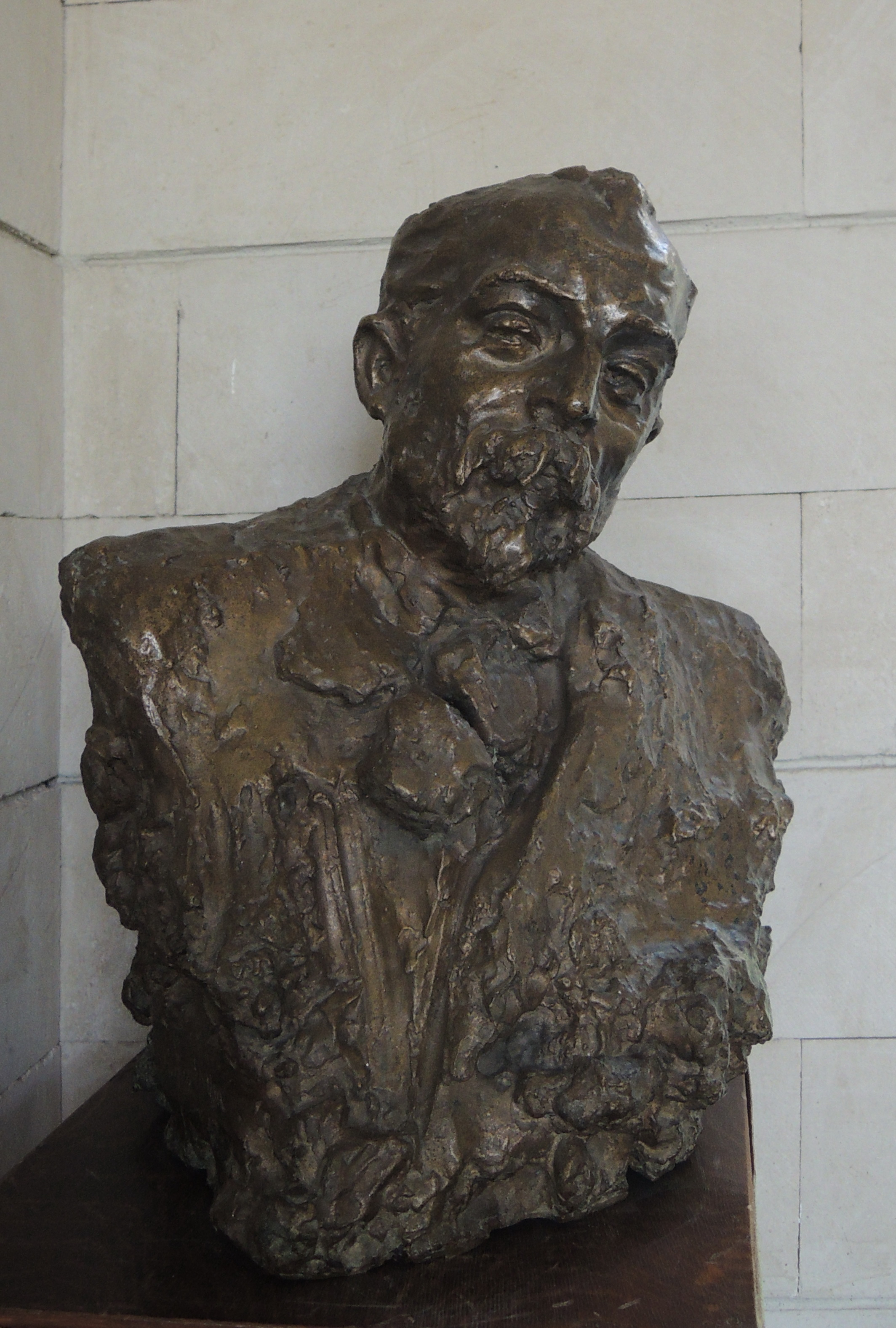
«Художник Василь Переплетчиков»
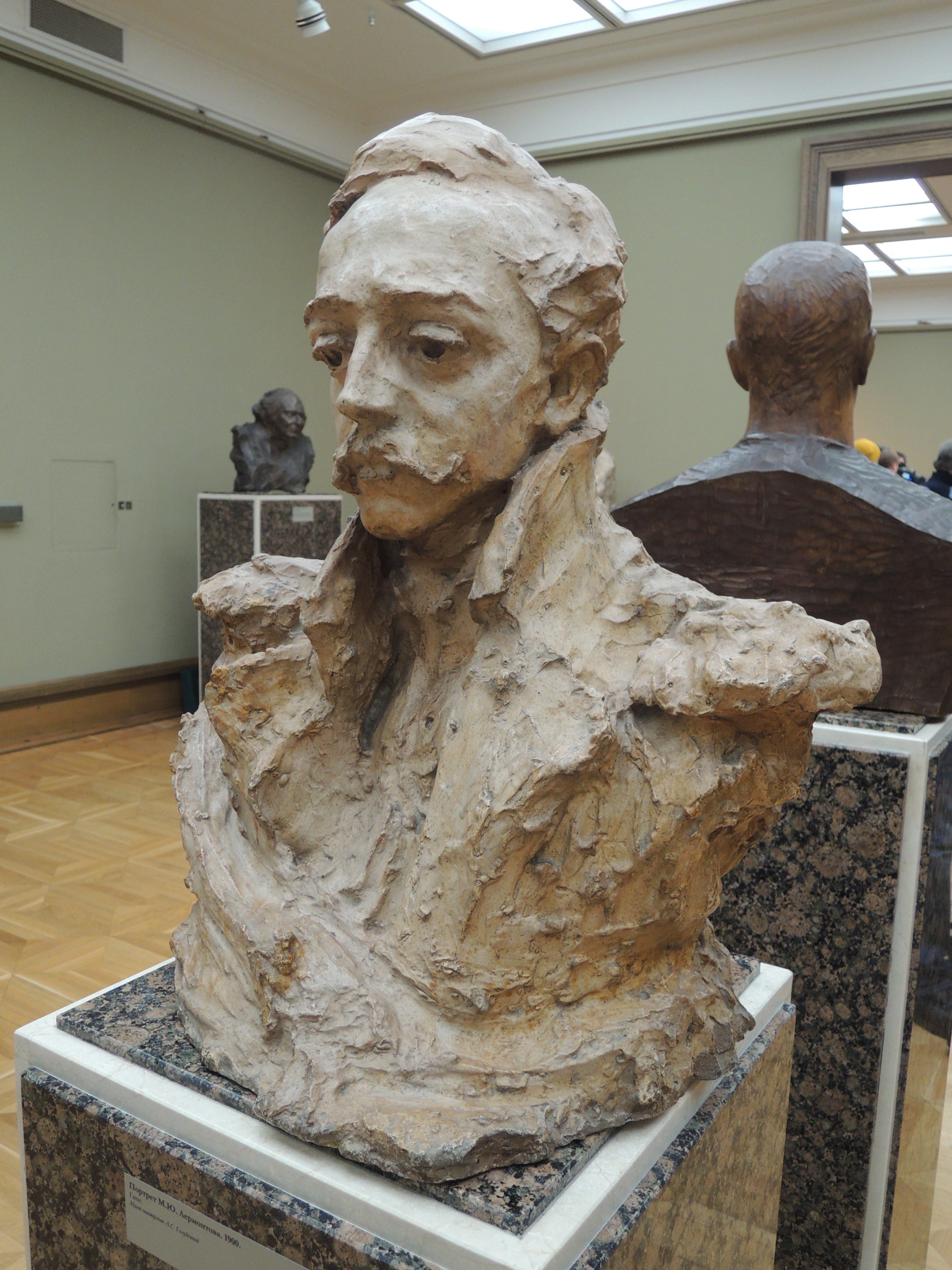
«Михайло Лермонтов»
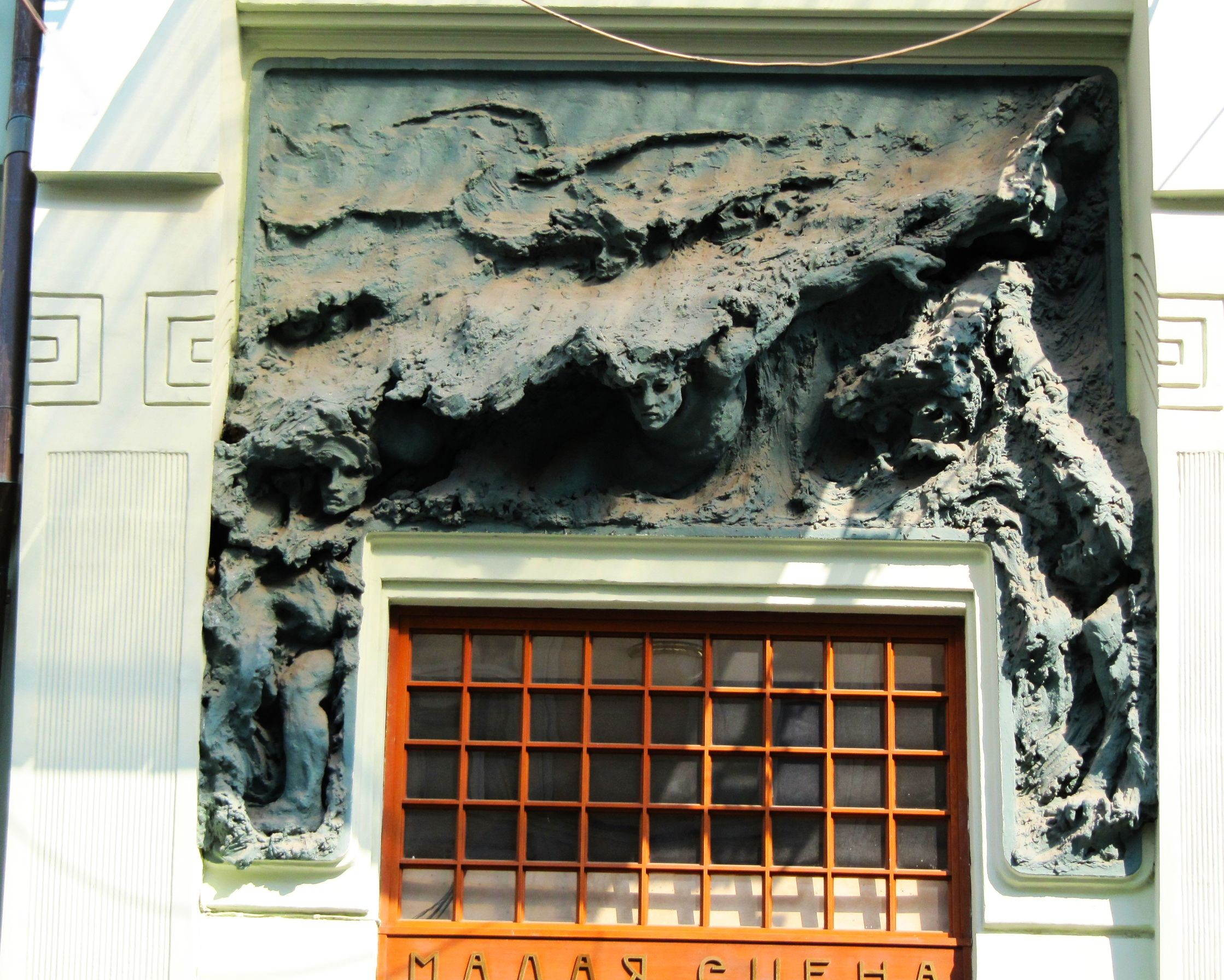
«Хвиля»
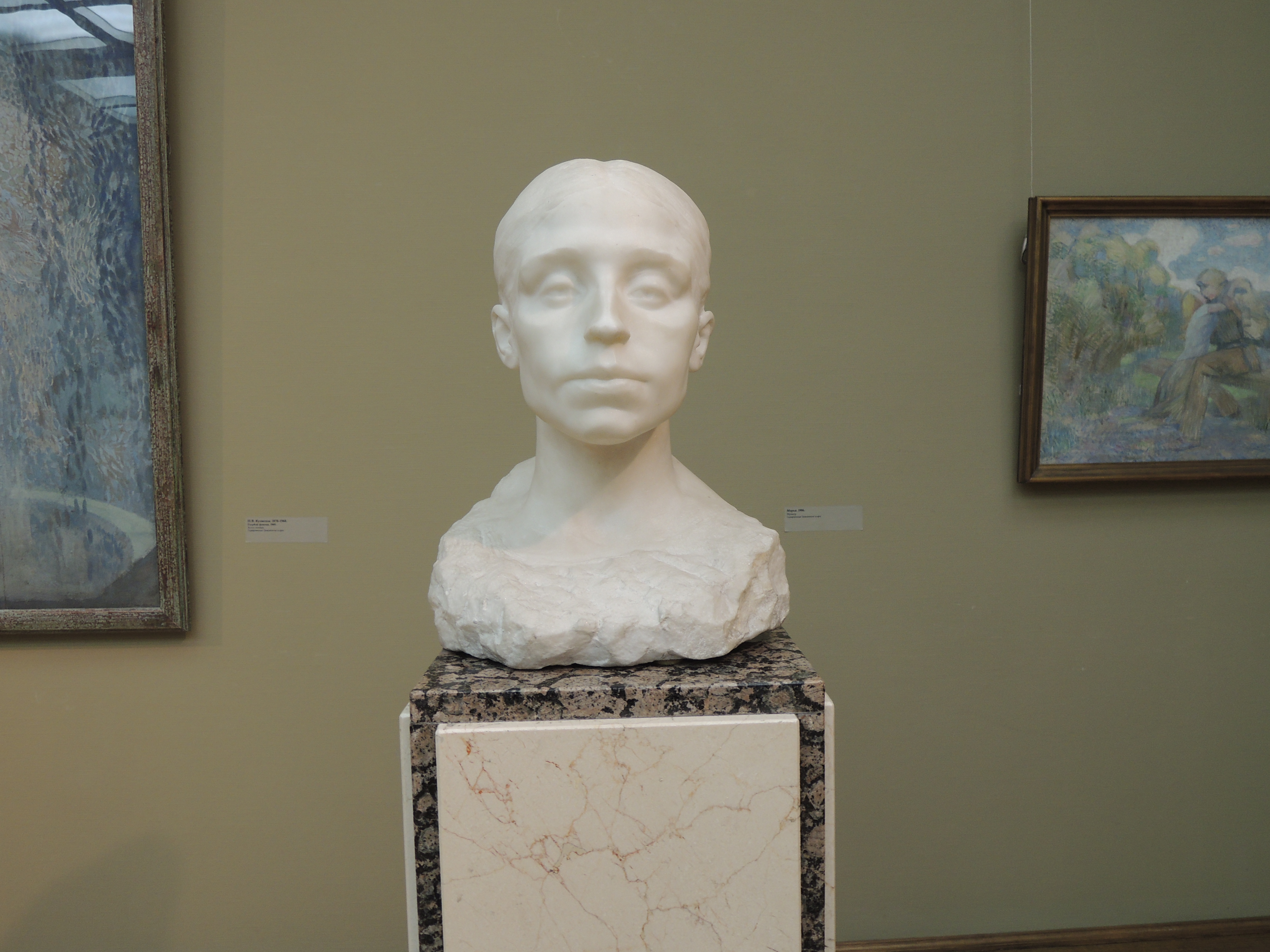
«Мар'я»
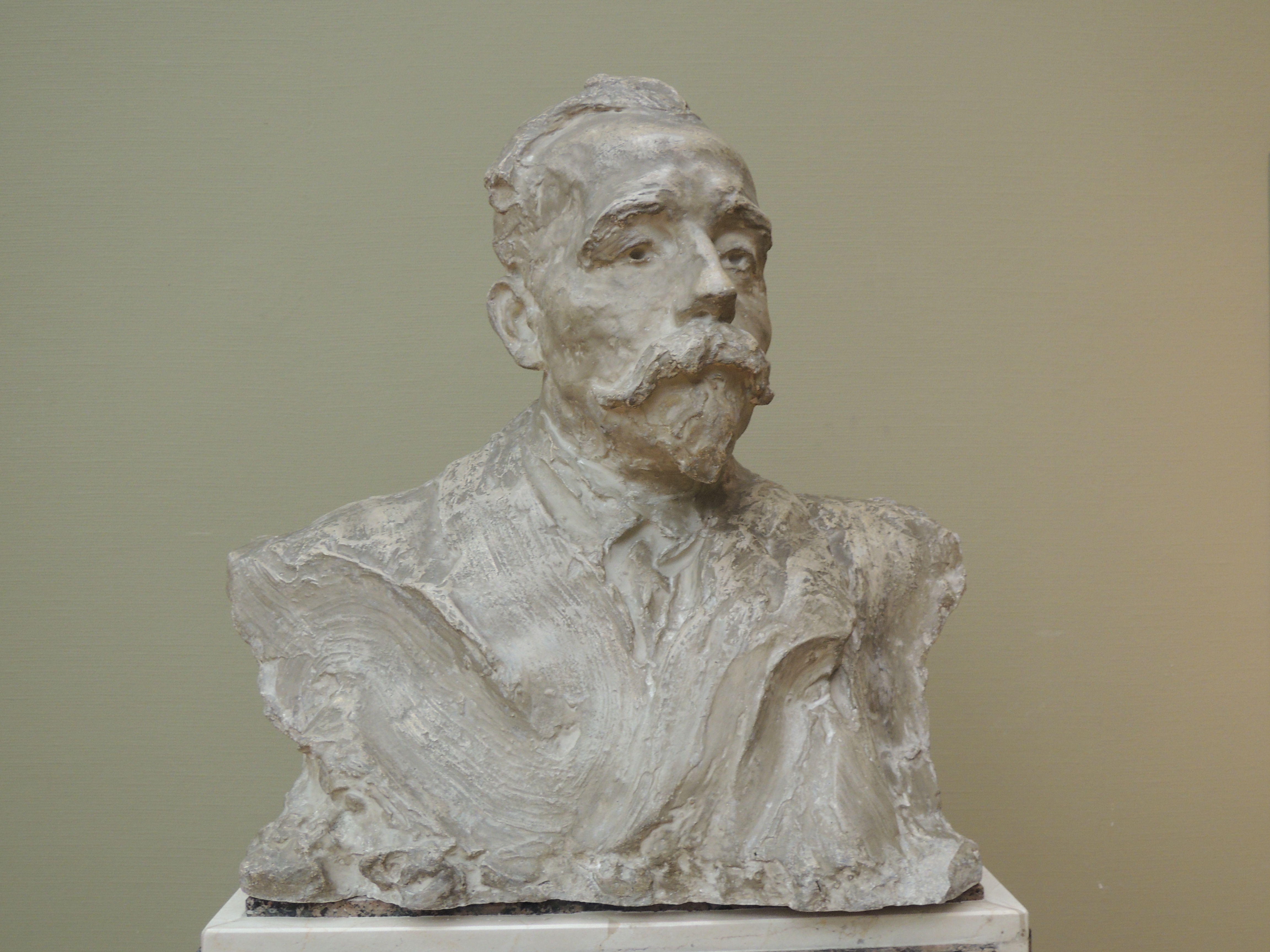
«Анатолій Гунст»

Авторка першого в Росії погруддя Карла Маркса (гіпс тонований, 1905, Третьяковська галерея; бронза — Третьяковська галерея, Державний Російський музей, Музеї Карла Маркса і Фрідріха Енгельса в Москві; численні гіпсові відливи у низці музеїв колишнього СРСР). У наступні роки виконала роботи:
- «Лідія Сидорова» (гіпс, 1906, Державний Російський музей; мармур, 1906, Третьяковська галерея; бронза — Державний Російський музей);
- «Андрій Бєлий» (гіпс, 1907, Державний Російський музей; бронза — Державний Російський музей);
- «Іван Непомнящий» (гіпс, 1908, зібрання В. Н. Голубкіної; бронза — Державний Російський музей);
- «Олексій Толстой» (гіпс, 1911, зібрання В. М. Голубкіної; дерево, 1911, Третьяковська галерея; бронза — Державний Російський музей, Національний музей «Київська картинна галерея» та інші);
- «Олексій Ремізов» (дерево, 1911, Третьяковська галерея);
- «Н. А. Шахов» (гіпс, 1913, Державний Російський музей; бронза — Державний Російський музей);
- «Дівчинка»/«Т. В. Росинська» (мармур, 1913, Державний Російський музей);
- «Солдат» (гіпс, 1907, Державний Російський музей; бронза — Державний Російський музей);
- «Полонені» (мармур, 1908, Державний Російський музей);
- «Раб» (дерево, 1909, Державний Російський музей);
- «Робітник» (сидяча фігура, етюд — гіпс 1909, Третьяковська галерея; бронза — Третьяковська галерея і Державний Російський музей);
- «Дитина» (мармур, 1909, Третьяковська галерея);
- «Людина» (дерево, 1910, Третьяковська галерея; бронза — Державний Російський музей);
- «Дві» (мармур, 1910, Національний музей «Київська картинна галерея»);
- «Вдалині музика і вогні» (горельєф — мармур, 1910, Державний Російський музей);
- «Стара» (мармур, 1911, Третьяковська галерея);
- «Сидячий» (гіпс, 1912, Державний Російський музей; бронза — Національний музей «Київська картинна галерея»);
- «Євфимія Носова» (мармур, 1912, Державний Російський музей);
- «Володимир Ерн» (дерево, 1912, Третьяковська галерея);
- «Сплячі» (мармур, 1912, Державний Російський музей).

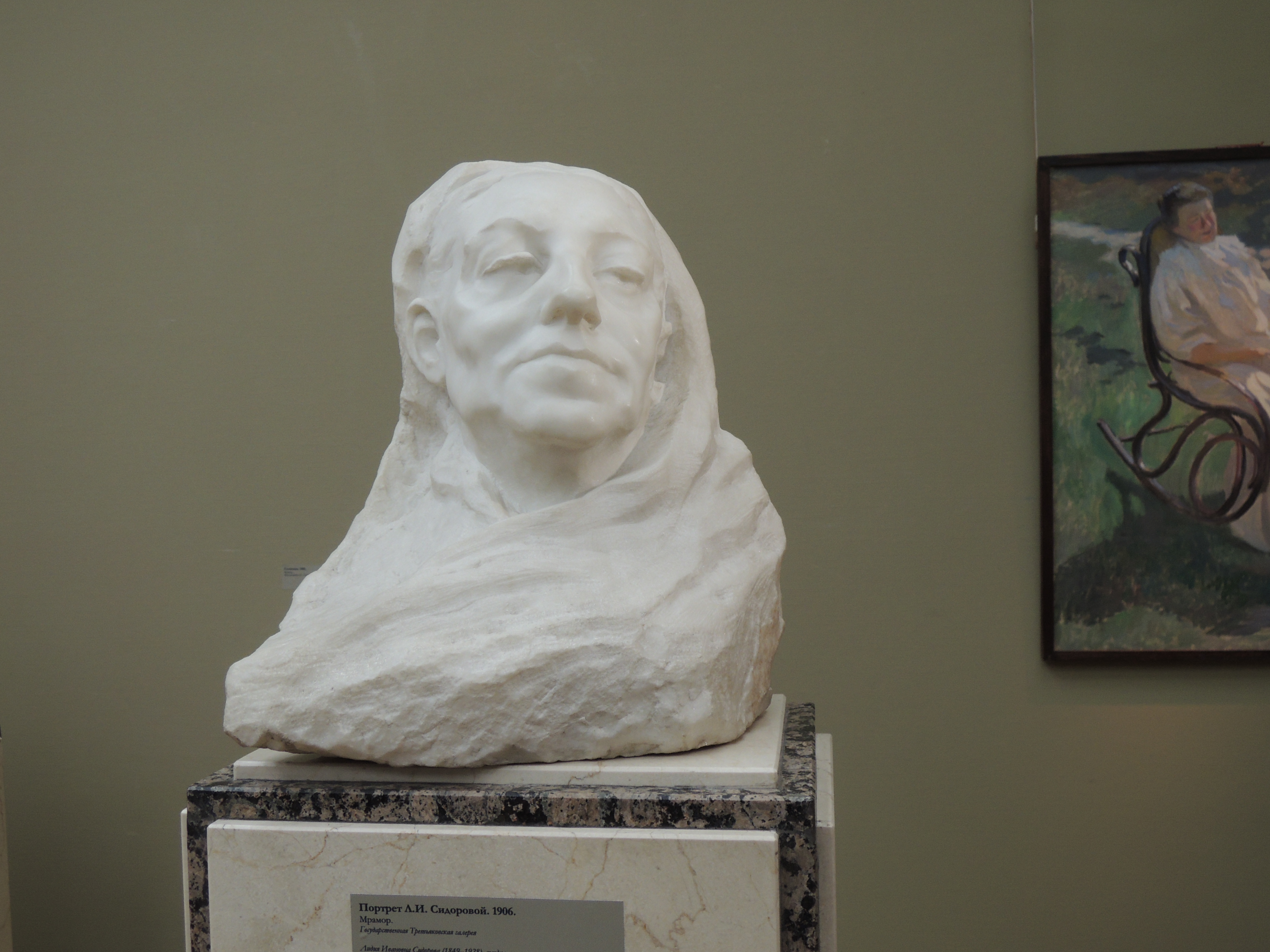
«Лідія Сидорова»
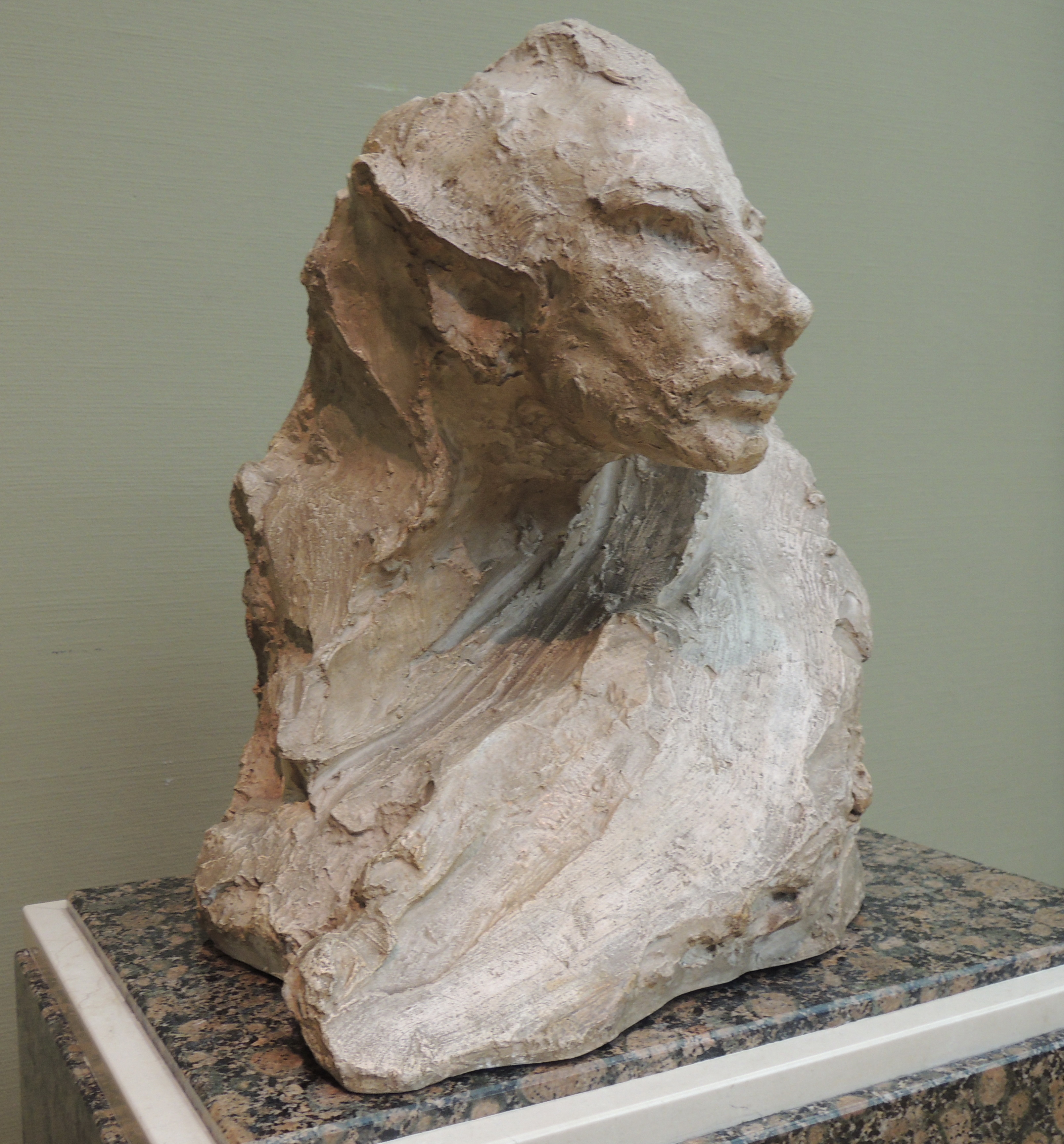
«Андрій Бєлий»
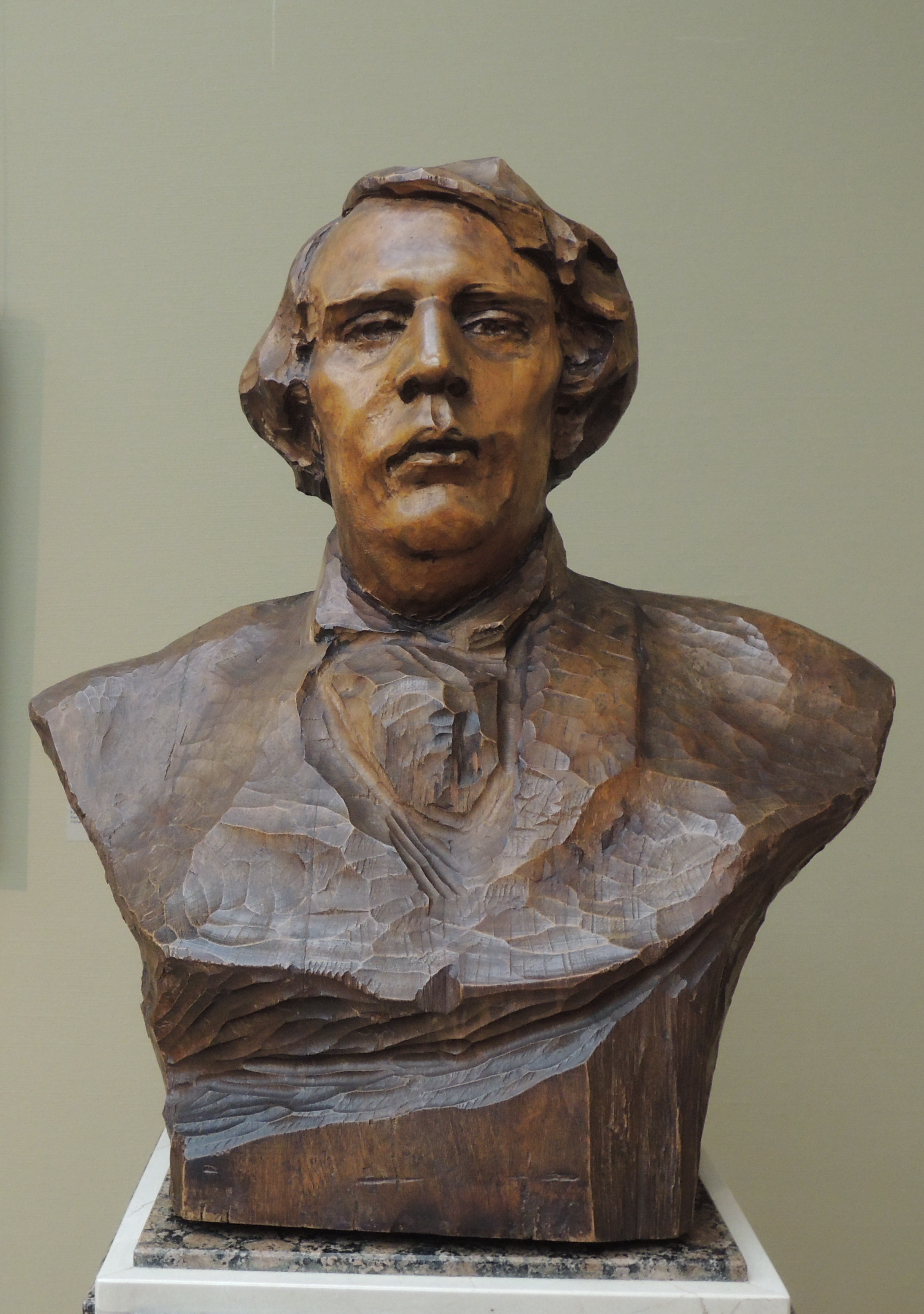
«Олексій Толстой»
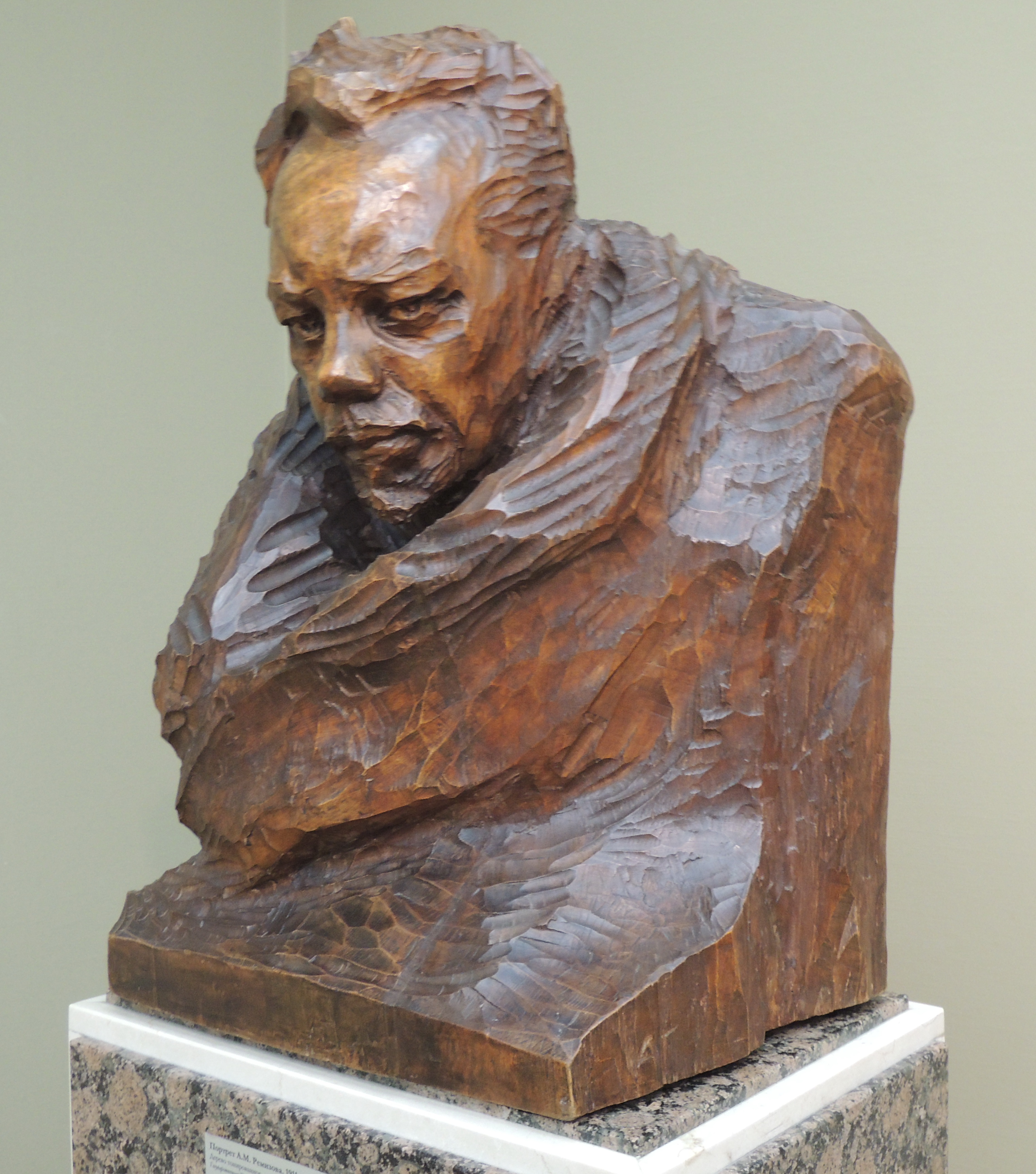
«Олексій Ремізов»
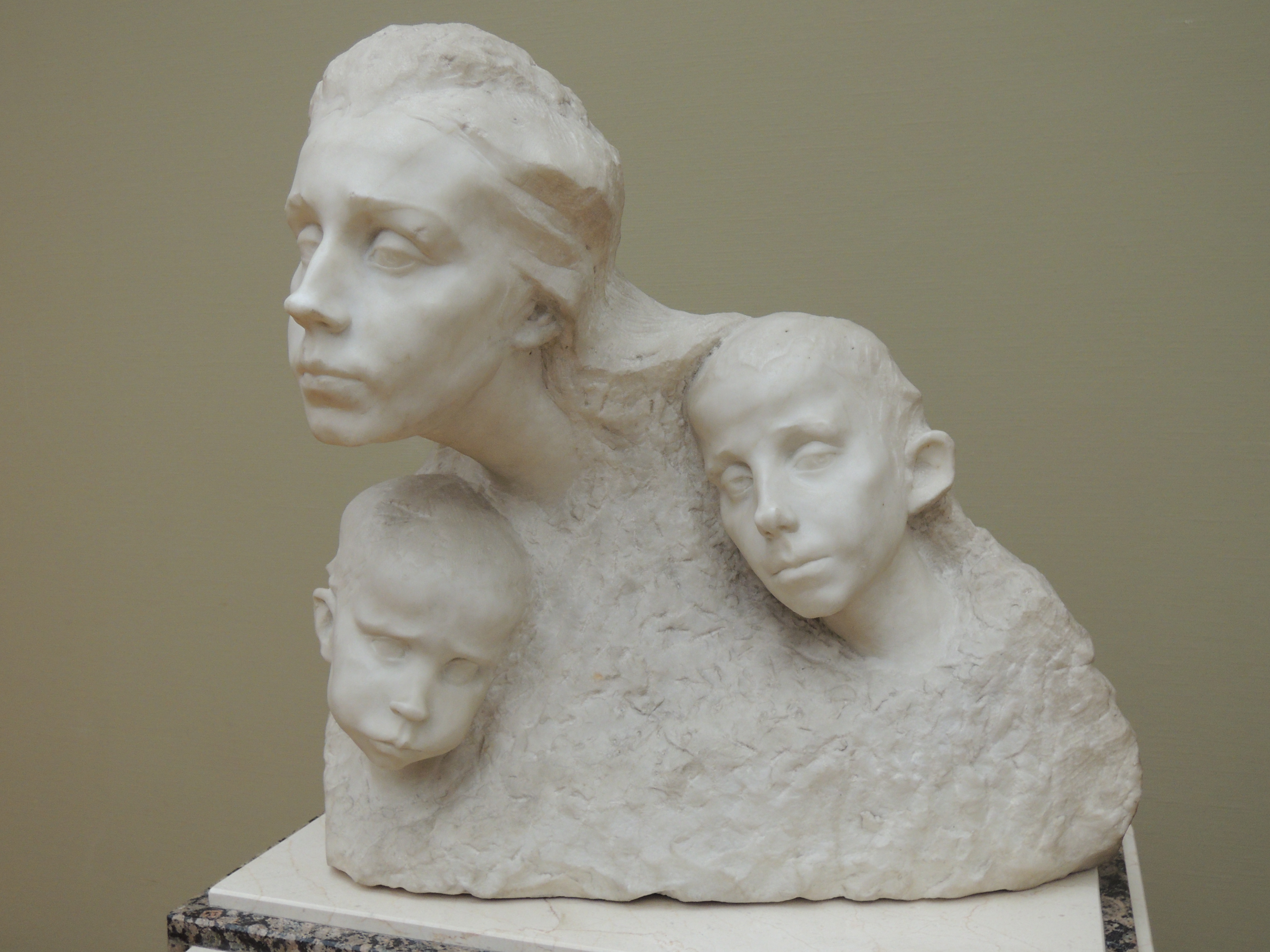
«Полонені»
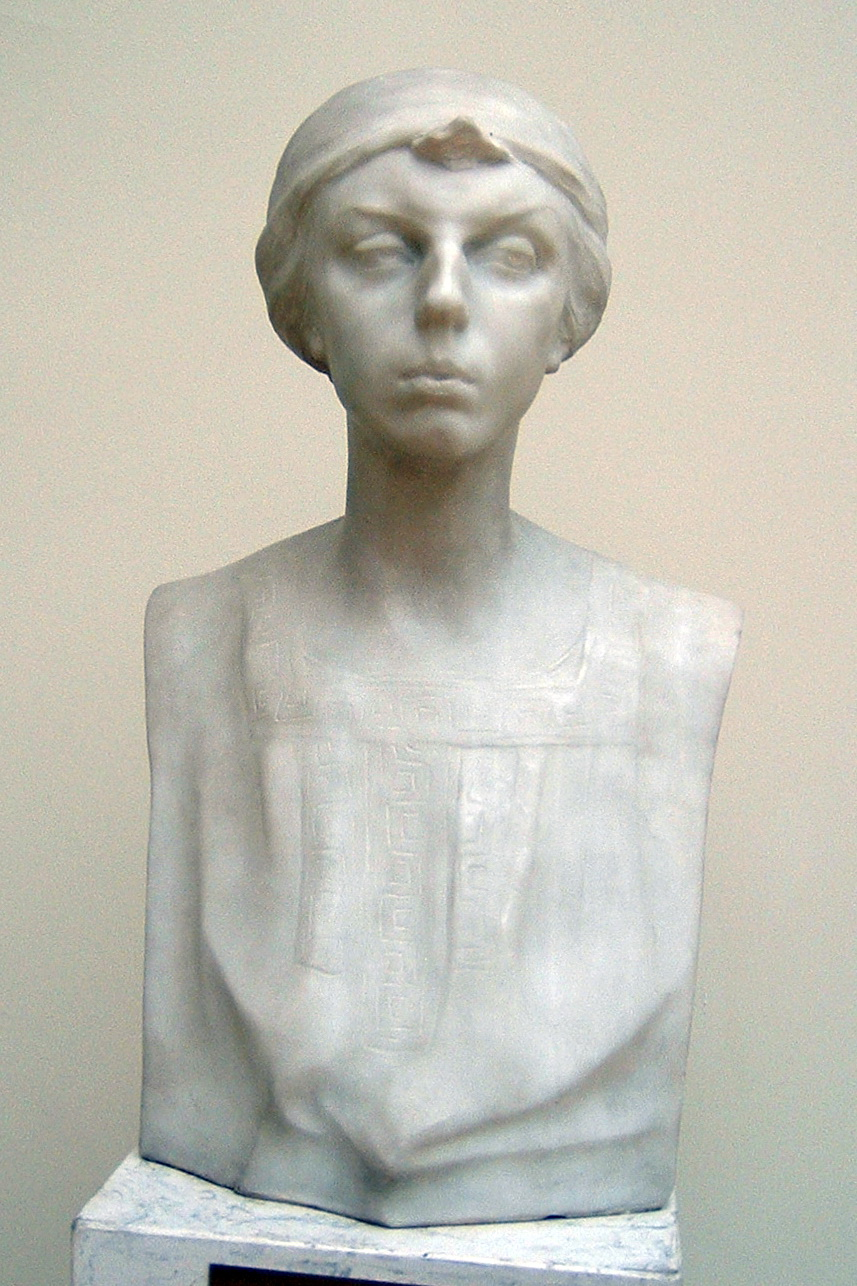
«Євфимія Носова»
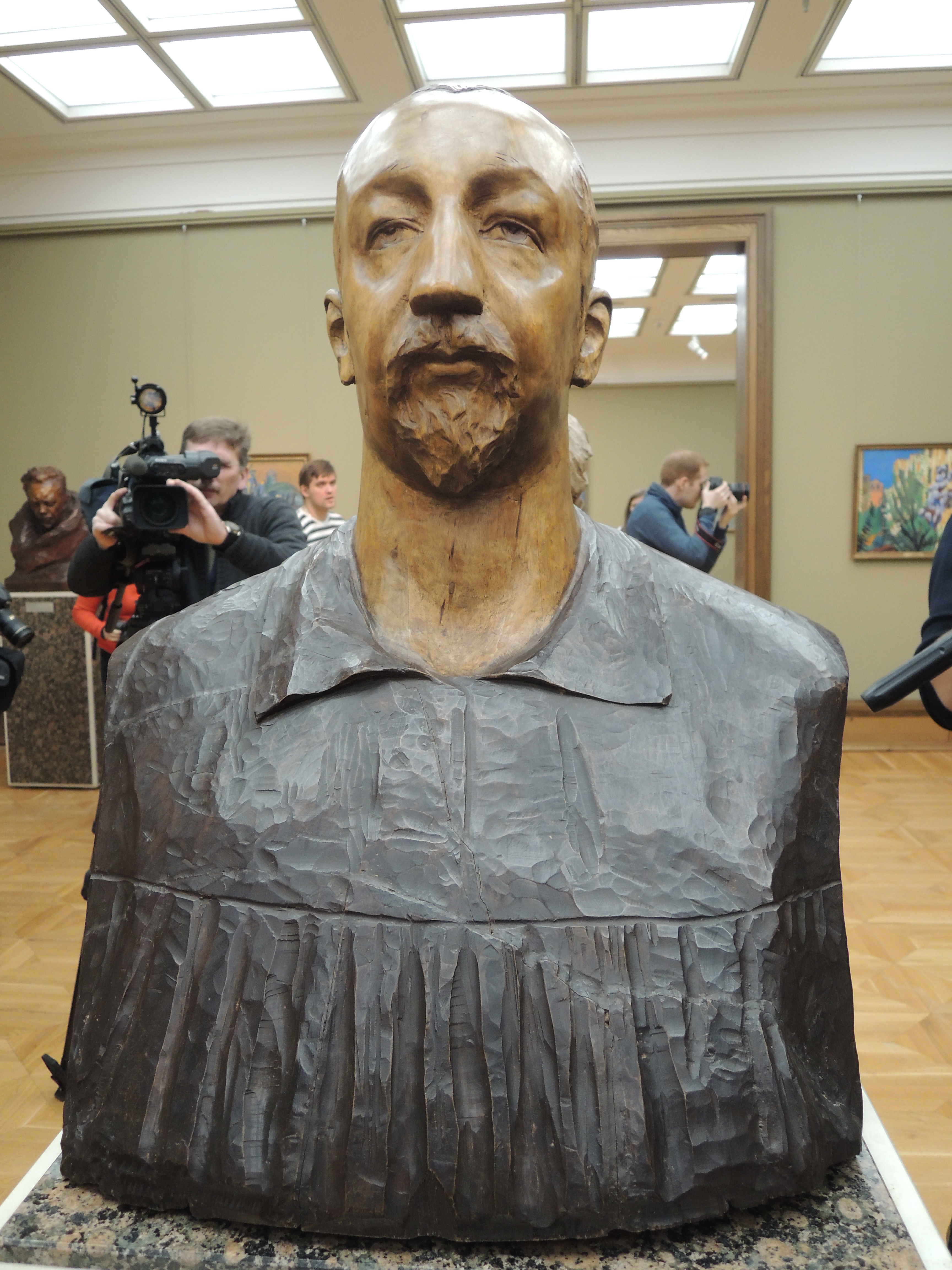
«Володимир Ерн»

Після Жовтневої революції працювала над скульптурою малих форм (камеї — морська раковина, слонова кістка, 1920—1923), створила проєкт пам'ятника Олександру Островському для Москви (гіпс, 1923, Державний Російський музей і Театральний музей імені Бахрушина; бронза — Третьяковська галерея), композицію «Берізка» (гіпс, 1927, Державний Російський музей; бронза — Третьяковська галерея і Державний Російський музей), портрети:
- «Тетяна Іванова» (гіпс, 1925, Державний Російський музей; бронза — Третьяковська галерея);
- «Г. І. Савинський» (гіпс, 1925, Державний Російський музей; бронза — Державний Російський музей);
- «І. І. Бедняков» (гіпс, 1925, Державний Російський музей; бронза — Державний Російський музей);
- «Володимир Чертков» (гіпс, 1926, Тульський обласний художній музей; дерево, 1926, Музей Льва Толстого у Москві; бронза — Третьяковська галерея і Державний Російський музей);
- «Лев Толстой» (гіпс, 1926, Тульський обласний художній музей; бронза — Третьяковська галерея, Державний Російський музей, Музей Льва Толстого у Москві в Москві і Пермська художня галерея).

Брала участь на виставках з 1893 року (Московського училища живопису, скульптури та зодчества, Спілки російських художників, «Світ мистецтва» та інших). Її твори експонувалися на зарубіжних виставках у Парижі у 1899, 1948 роках, Римі у 1911 році, Мальме у 1914 році, Нью-Йорку в 1924 році, Варшаві у 1964 році. Персональні виставки її робіт відбулися в 1914, 1935, 1944, 1964 у Москві, у 1964 році в Рязані, 1971 році Москві і Ленінграді, а також за кордоном у Варшаві у 1964 році, Парижі у 1971 році.
Автор книги «Кілька слів про ремесло скульптора», яка вийшла у 1923 році невеликим накладом.

## Вшанування
- У 1932 році у Москві, в будинку на Великому Льовшинському провулку, № 12, де мешкала і працювала скульпторка, відкритий Музей-майстерня[8] (філія Третьяковської галереї). У 1955 році на ньому встановлена мармурова меморіальна дошка роботи скульптора Катерини Бєлашової[9];
- У 1937 році вугільний портрет скульпторки виконав художник Микола Ульянов[9];
- У Зарайську знаходиться музей Ганни Голубкіної, відкритий в її будинку. У 1999 році в музеї їй встановлено пам'ятник роботи скульптора Юрія Іванова;
- У 1964 році 100-річчю від дня народження скульпторки Пошта СРСР присвятила поштову марку вартістю 4 копійки з її портретом та зображенням скульптури Льва Толстого її роботи;
- У 1985 році в її честь названий кратер Голубкіна на Венері[12].